# Паротяги Локальної залізниці Львів (Клепарів) — Яворів

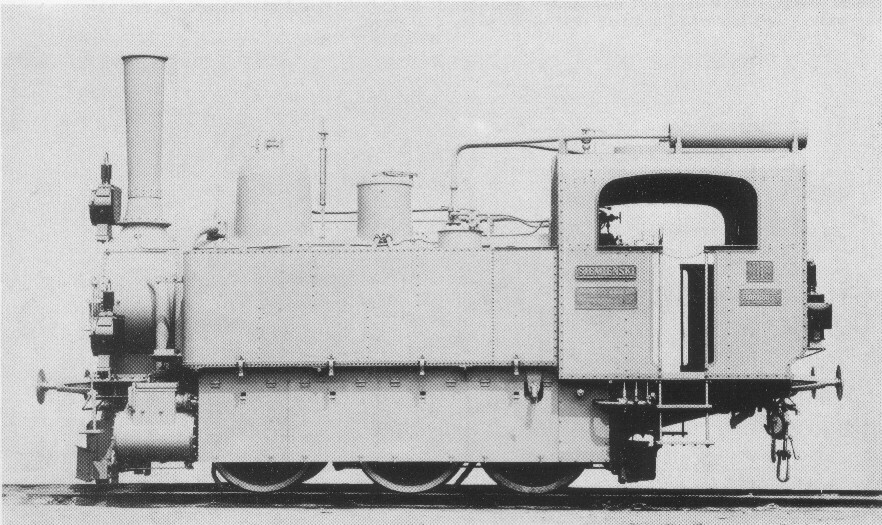
LKJ Siemiensk/KkStB 394.42

Паровози Локальної залізниці Львів (Клепарів) — Яворів були закуплені на віденській локомотивобудівній фабриці WLF (нім. Lokomotivfabrik Floridsdorf).

## Історія
Для обслуговування залізниці закупили 1895 два паротяги Flor 970/95 і Flor 971/95, які назвали «POTOCKI», «SIEMIENSKI» на честь основних засновників акціонерів залізниці. У Ц. к. австрійської державної залізниці вони отримали позначення KkStB 9441 і KkStB 9442, замінене 1905 на KkStB 394.41 і KkStB 394.42.
Залізницю доукомплектували 1905 ще одним паротяги Flor 1561/04, названим «ADAM GOŁUCHOWSKI» на честь голови наглядової ради Галицького акціонерного Іпотечного Банку → KkStB 9443 → KkStB 394.43.
Після війни паровози потрапили до PKP, де відповідно отримали позначення TKh14-1, TKh14-2, TKh14-3. Вони експлуатувались до 1936 і 1937 (TKh14-1) років.